# فرودگاه الکناجیک
فرودگاه الکناجیک (به انگلیسی: Aleknagik Airport) یک فرودگاه همگانی بهره‌برداری هوایی با کد یاتا WKK است که یک باند فرود شن و خاک دارد و طول باند آن ۶۲۲ متر است. این فرودگاه در شهر الکناگیک، آلاسکا کشور ایالات متحده آمریکا قرار دارد و در ارتفاع ۲۰ متری از سطح دریا واقع شده‌است.